# Leighton Allen
Leighton Gary Allen (* 22. November 1973 in Brighton) ist ein ehemaliger englischer Fußballspieler.

## Karriere
Allen kam im Juli 1990 als Trainee (dt. Auszubildender) zum FC Wimbledon und unterzeichnete 1992 seinen ersten Profivertrag, nachdem er sich als bester Torschütze des Jugendteams empfahl. Einsätze beschränkten sich für den Stürmer, dem Kopfballstärke und Arbeitsfleiß nachgesagt wurden, allerdings auf das Reserveteam, bevor er den Premier-League-Klub im Sommer 1994 verließ. Anfang August 1994 kam er als Testspieler zum FC Gillingham und war wenige Wochen für den Klub aktiv, bevor er bereits Ende August 1994 als Testspieler zu Colchester United ging. Dort bestritt er unter Trainer George Burley im September 1994 als Einwechselspieler zwei Partien in der Third Division, ein längerfristiges Engagement kam aber nicht zustande.
Allen verschwand in der Folge im unterklassigen Non-League football und spielte in seiner Heimat Sussex für Ringmer, Saltdean United, Lewes, Crawley Town, Worthing und Peacehaven & Telscombe.